# Abdul-Karim al-Jabbar
Abdul-Karim al-Jabbar, precedentemente noto come Karim Abdul-Jabbar, nato Sharmon Shah (Los Angeles, 28 giugno 1974), è un giocatore di football americano statunitense che ha militato nel ruolo di running back nella National Football League (NFL).

## Carriera
Al-Jabbar fu scelto nel corso del terzo giro del Draft NFL 1996 dai Miami Dolphins, per i quali giocò per tre stagioni e mezza. Nella sua prima stagione stabilì diversi record per un rookie dei Dolphins. In seguito divenne il secondo giocatore dei Dolphins a cumulare più yard corse nelle sue prime due stagioni da professionista. Nel 1997 fu il primatista nella lega in touchdown totali con 16, e alla pari con il running back dei Denver Broncos Terrell Davis in TD su corsa con 15. Negli anni successivi la sua produzione decrebbe. Nel 1999 i Dolphins lo scambiarono con i Cleveland Browns per una scelta del terzo giro del Draft NFL 2000; anche se terminò con numeri discreti, essi non furono sufficienti per ottenere un rinnovo contrattuale.

## Palmarès
- Leader della NFL in touchdown su corsa: 1

1997
- PFWA All-Rookie Team - 1996

## Controversia sul nome
Nel 1995, ad al-Jabbar, di fede musulmana, fu dato il nome di "Karim Abdul-Jabbar" dal suo imam. Il nuovo nome gli portò molta attenzione dalla NFL all'epoca del suo debutto. Alcuni commentatori credevano, a torto, che fosse il figlio della stella del basket Kareem Abdul-Jabbar, che aveva frequentato anch'egli la UCLA con il nome di Lew Alcindor ed aveva un figlio di nome Kareem. Il giocatore di football indossava inoltre il numero 33, lo stesso del giocatore di pallacanestro.
La questione del nome veniva frequentemente parodiata nei post-partita, tanto che nel 1996 Chris Berman di ESPN commentò un touchdown di Abdul-Jabbar imitando la voce di Marv Albert, famoso per commentare il basket oltre che le partite di football.
La controversia portò alla fine il giocatore di basket a querelare il giocatore di football nel 1997. La causa portò il giocatore di football a cambiare il nome in Abdul-Karim al-Jabbar.